# Ko-minato
Ko-minato är en vik i Antarktis. Den ligger i Östantarktis. Norge gör anspråk på området.